# میکائیل هاروتیونیان (هنرپیشه)
میکائیل هاروتیونی هاروتیونیان (ارمنی: Միքայել Հարությունի Հարությունյան زاده ۶ ژوئن ۱۹۳۰ - ۹ مهٔ ۲۰۰۸) یک بازیگر اهل ارمنستان بود. وی بین سال‌های ۱۹۴۷ تا میلادی فعالیت می‌کرد.

## زندگی‌نامه
وی در ۶ ژوئن ۱۹۳۰ در هیلیس به دنیا آمد . وی از ۱۹۴۷ در تئاتر دراماتیک ارمنیان استپاناکرت فعالیت می‌کرد. وی همچنین برندهٔ جوایزی همچون هنرمند افتخاری جمهوری ارمنستان (۲۰۰۴) شده است. وی در ۹ مهٔ ۲۰۰۸ در سن ۷۷ سالگی در استپاناکرت درگذشت.

## بخشی از فیلمشناسی
از فیلم‌ها یا برنامه‌های تلویزیونی که وی در آن نقش داشته است می‌توان به آثار زیر  اشاره کرد.
- خون (۱۹۹۰)

## یادداشت
1. ↑  Armenian Dramatic Theater of Stepanakert